# Alfred Driou
Alfred Driou (1810 – 1880) è stato uno scrittore e religioso francese.

Voyage pittoresque a Venise, 1861. Da BEIC, Biblioteca digitale

Scrisse sotto diversi pseudonimi e fu un autore prolifico. Tra le sue opere il Voyage pittoresque a Venise (1861), un reportage di viaggio, e nell'ambito del filone dei viaggi immaginari le Aventures d'un aéronaute parisien dans les mondes inconnus (1856), un viaggio sulla Luna.

## Opere
- Aventures d'un aéronaute parisien dans les mondes inconnus, 1856.
- (FR) Alfred Driou, Voyage pittoresque a Venise, Limoges, Imprimerie de Barbou frères, [1861].